# اتحاد الكتاب العرب
اتحاد الكتاب العرب هو رابطة تجمع الأدباء العرب وتنشر أعمالهم في كتب ودوريات أو نشرات ثقافية. تأسس الاتحاد عام 1969، بناءً على المرسوم التشريعي رقم (72) من مجلس الوزراء بتاريخ 28 كانون الثاني 1969، ويقع مركزه في دمشق. كان الروائي حنا مينه من بين مؤسسيه. يرأس الاتحاد حاليًا محمد الحوراني.

## الأعضاء
يضم الاتحاد 970 عضواً من الكتاب، الأدباء، النقاد، الباحثين والمترجمين ومن أبرزهم:
1. إبراهيم الجرادي - شاعر وناقد من مواليد تل أبيض (1951 - 29 أيلول 2018)
2. إبراهيم الكيلاني - مفكر وفيلسوف ومؤرخ من مواليد دمشق (1916 - 2004)
3. إبراهيم خريط - كاتب دير الزور (1943 - 2012)
4. إبراهيم عباس ياسين - شاعر من مواليد بصرى (1954 - )
5. إسكندر لوقا - روائي من مواليد إسكندرونة (6 كانون الأول 1929 - )
6. سامي الدروبي - باحث ومترجم من مواليد حمص (27 نيسان 1921 - 12 شباط 1976)
7. ياسر الفهد - صحفي، باحث ومترجم من مواليد يافا (1939 - )
8. محسن يوسف - أديب، مترجم و كاتب قصة قصيرة من مواليد اللاذقية (1939 - )

## الجمعيات
ينقسم الاتحاد إلى خمس جمعيات، والجمعية هي مجموعة من الكتاب الأعضاء في الاتحاد الذين يمارسون نشاطهم في مجالات فكرية واحدة أو متقاربة، ويحق لكل عضو في الاتحاد الانتساب إلى إحدى الجمعيات الخمس. وهذه الجمعيات هي:
- جمعية البحوث والدراسات
- جمعية الشعر.
- جمعية القصة والرواية.
- جمعية المسرح.
- جمعية النقد الأدبي.

## الدوريات

### الأسبوع الأدبي
- جريدة أسبوعية تعنى بشؤون الأدب والفكر والفن صدر العدد (1689) منها بتاريخ 26 تموز 2020

### الموقف الأدبي
مجلة أدبية شهرية صدر العدد (591) منها في تموز 2020
- رئيس التحرير: مالك صقور
- مدير التحرير: فلك حصرية

### الفكر السياسي
مجلة فصلية صدر العدد المزدوج 74-75 منها الربع الثاني والثالث لعام 2020
- رئيس التحرير: د. جابر سلمان
- مدير التحرير: الأرقم الزعبي

### التراث العربي
مجلة فصلية محكمة صدر العدد 156 منها شتاء 2020
- رئيس التحرير: د.علي دياب
- مدير التحرير: د.محمد موعد

### الآداب العالميـة
مجلة فصلية صدر العدد 177 منها شتاء 2020
- رئيس التحرير: بديع صقور
- مدير التحرير: د. طالب عمران

### شام الطفولة
مجلة شهرية للأطفال صدر العدد الأول منها فقط
- رئيس التحرير: صبحي سعيد قضيماتي
- مدير التحرير: أسعد الديري

## وصلات خارجية
- الموقع الرسمي لاتحاد الكتاب العرب